# Wilhelm Tettauer
Wilhelm Tettauer von Tettau (* nach 1437; † 1498)  war ein aus dem Adelsgeschlecht Tettau stammender Heerführer, der als Feldhauptmann an der Seite Matthias Corvinus gegen Österreich kämpfte.
Wilhelm Tettauer von Tettau entstammt dem mährischen Zweig der Familie, sein Vater war vermutlich Johann (* 1437).
Er wurde zum obersten Führer der Schwarzen Armee berufen und war an der Belagerung von Hainburg an der Donau, von Wien sowie an der Belagerung von Wiener Neustadt beteiligt. Später errichtete von Tettau die Tettauer Schanze, von der aus Steyr angegriffen wurde.